# موزه خانگی طاهر صلاحوف
موزه خانگی طاهر صلاحوف (ترکی آذربایجانی: Tahir Salahovun ev muzeyi) موزه یادبود پروفسور طاهر صلاحوف، هنرمند آذربایجانی دریافت کننده نشان قهرمان کار سوسیالیستی شوروی، جایزه هنرمند مردمی اتحاد جماهیر شوروی، و نیز جوایز دولتی شوروی و جمهوری آذربایجان است. این موزه در خیابان «الیاس افندی‌اف»، در نزدیکی منطقه حفاظت شده ایچری‌شهر در باکو قرار دارد.

## اطلاعات کلی
موزه خانگی طاهر صلاحوف طبق فرمان الهام علی‌اف، رئیس‌جمهور آذربایجان، به مورخ ۱۳ اکتبر سال ۲۰۱۱ تأسیس شد. کارهای عملیاتی ایجاد موزه در سال ۲۰۱۲ تکمیل شد.

## نمایشگاه
اشیاء نمایشی موجود در موزه جلوه دهنده زندگی و فعالیت‌های هنری طاهر صلاحوف می‌باشند. خود هنرمند ۷۳۵ اثر نمایشی از جمله نقاشیها، وسایل شخصی، کلکسیون فرش و آرشیو عکسهایش به موزه اهدا کرده‌است.
سه طبقه موزه در اختیار نمایشگاه قرار گرفته‌است. کارگاه طاهر صلاحوف در طبقه ۳ واقع است.